# 麹
麹（こうじ、英語: koji）とは、「コウジカビ」と呼ばれるカビを、米・麦・大豆などの穀物のなかで繁殖させることでできる、食品発酵の材料である。糀とも書く。
コウジカビは、増殖するために、デンプンやタンパク質などを分解する様々な酵素を菌糸の先端から産生・放出し、培地である蒸米や蒸麦に含まれるデンプンやタンパク質をグルコースやアミノ酸に分解し、それらを栄養源として増殖する。コウジカビが産生する各種分解酵素の作用は、日本酒・味噌・食酢・漬物・醤油・焼酎・泡盛などの発酵食品を製造する時に利用されている。
この発酵技術は、ヒマラヤ地域と東南アジアを含めた東アジア圏特有の技術である。発酵食品に使われる本ページで言及する広義の意味での麹の技術は中国に由来すると考えられているが、中国と朝鮮が長い間に伝統的な酒造りや醤造りに使用していたカビはクモノスカビ (Rhizopus) やケカビ (Mucor) の一種であり、しばしば狭義の「麹」として言及されるニホンコウジカビ (A. oryzae) とショウユコウジカビ (A. sojae) ではない。ニホンコウジカビとショウユコウジカビは、日本人が見出して伝統的に発酵食品に使用していた麹で、現在は東アジアでも広く使用されている。
「こうじ」の名は「かもす（醸す）」の名詞形「かもし」の転訛。
「麹」は古代中国から伝わった漢字だが、「糀」は江戸期には確認できる和製漢字で特に米糀を指す。

## 麹の作り方
別途培養した麹菌胞子である種麹を蒸した原料に散布して製造する方法と、以前に製造した麹の中から良質な麹を抜き取った上で保存しておき、新たに麹を製造する際に蒸米に加えて用いる方法がある。後者の方法を「共麹」（「友麹」とも）と呼ぶ。現在の日本では、もっぱら前者の方法が採用されており、麹を新たに製造する際には種麹を専門に製造する業者が供給する種麹を利用する場合が多い。野外にはカビ毒を発生させる野生種のカビ菌があるため、その被害を避けるために専門の業者が供給する種麹を利用することが望ましい。
鉄分はコウジカビの生育に悪影響を与えるので鉄分の少ない水を使用する。酒造に適さない軟水の方が醤油の醸造には適する。
味や栄養など機能性に優れた発酵食品を製造するため、各企業や自治体などの公的研究機関は、優良な麹菌を保存したり、新たに選抜したりしている。
麹の作り方の詳細は、日本酒#麹造りを参照のこと。
なお、麹の製造は製麹（せいきく/せいぎく）とも呼ばれ、現代ではあまり使われることのない音読み「きく」が使用されている。

## 麹の使い方
1. 麹を発酵の材料に加えることで、カビなどの既に生成した酵素を食品の発酵に用いる。発酵時に必ずしも微生物が生きていなくてもよい。味噌、甘酒、味醂をつくる時の麹の用法がこれである。
2. 発酵の材料に、必要な微生物を植えつけるために用いる。日本の麹技術における種麹がこれである。
3. 発酵の材料そのものにカビを中心とした微生物を植え付け繁殖している状態のものも麹と呼ぶ。通常、麹を構成する微生物の繁殖を加水や加塩によって途中で停止させ、生成した酵素や他の微生物による次段階の発酵工程に移る。清酒、焼酎、醤油のもろみの前段階の麹がこれである。
4. 上記の1と3の中間のものもある。例えば日本の味噌を製造するとき、豆麹を用いる中部地方の豆味噌などは完全に上記の3の用法である。しかし多くの場合米や麦などで麹をつくり、これを塩と共に煮た大豆に加える。これは日本の味噌の主材料を大豆とみなすと1の用法に近いが、近畿地方の白味噌や九州の麦味噌は全体に占める米麹や麦麹の比率が非常に高く、これらも主要な発酵材料とみなすと3の用法の要素が色濃いといえる。

麹は企業が発酵食品生産に使うほか、家庭向けに、甘酒などの製造用の麹や調味料の塩麹が販売されている。

## 麹の種類

### 餅麹（もちこうじ）
餅麹は、生または加熱した穀物を粉砕し、水で練って固めた後、カビを繁殖させて作る。中国、韓国など日本以外の東アジアの酒は、餅麹を利用して作られているものが多い。
主な菌は、コウジカビ Aspergillus oryzae、サッカロミコプシス属(Saccharomycopsis fibuligeraなど)、乳酸菌の四連球菌( Pdiococcus pentosaceus)、ケカビ目（クモノスカビ、ケカビ）などで複数の菌類により細菌叢が形成されている。なお、1990年代以降の研究により、コウジカビやサッカロミコプシス属の糸状酵母が糖化の主要菌で、以前の定説ではクモノスカビ(Rhizopus属)やケカビ(Mucor属)が糖化を行うとされていたが、ケカビの糖化能力は弱い。クモノスカビはコウジカビと比較するとリンゴ酸、コハク酸、フマール酸などの生産能が高く汚染菌の増殖を抑制する効果がある。また、非加熱のデンプンを糖化する能力に優れている。
- 呼称の例
  - インドネシア - ラギ[14]
  - ネパール - ムルチャ[19]
  - ブータン - チャン・ポー[20]
  - フィリピン - ブボッド[15]
  - タイ - ルクパン[21]

### 撒麹（ばらこうじ）
加熱（主に蒸す）した麦などの穀物にカビを繁殖させて作る。日本酒や焼酎、味噌、醤油などを作るために用いられる。
カビの種類は、コウジカビが主体であるが、用途によって種類が異なる。日本酒、味噌、醤油は主に黄麹菌が主体であり、本格焼酎は白麹菌と黒麹菌、泡盛は黒麹菌が、中国の福建省産紅麹酒は紅コウジ菌が主体である。

## 日本の麹
麹は日本の食文化に大きな影響を与えてきた。2006年には日本醸造協会によってニホンコウジカビ(黄麹、Aspergillus oryzae)、ショウユコウジカビ(黄麹、Aspergillus sojae)、アワモリコウジカビ(黒麹、Aspergillus luchuensis)、白麹菌(Aspergillus luchuensis mut. kawachii)が国菌に指定されている。

### 米麹
蒸した米に麹菌を繁殖させたもの。

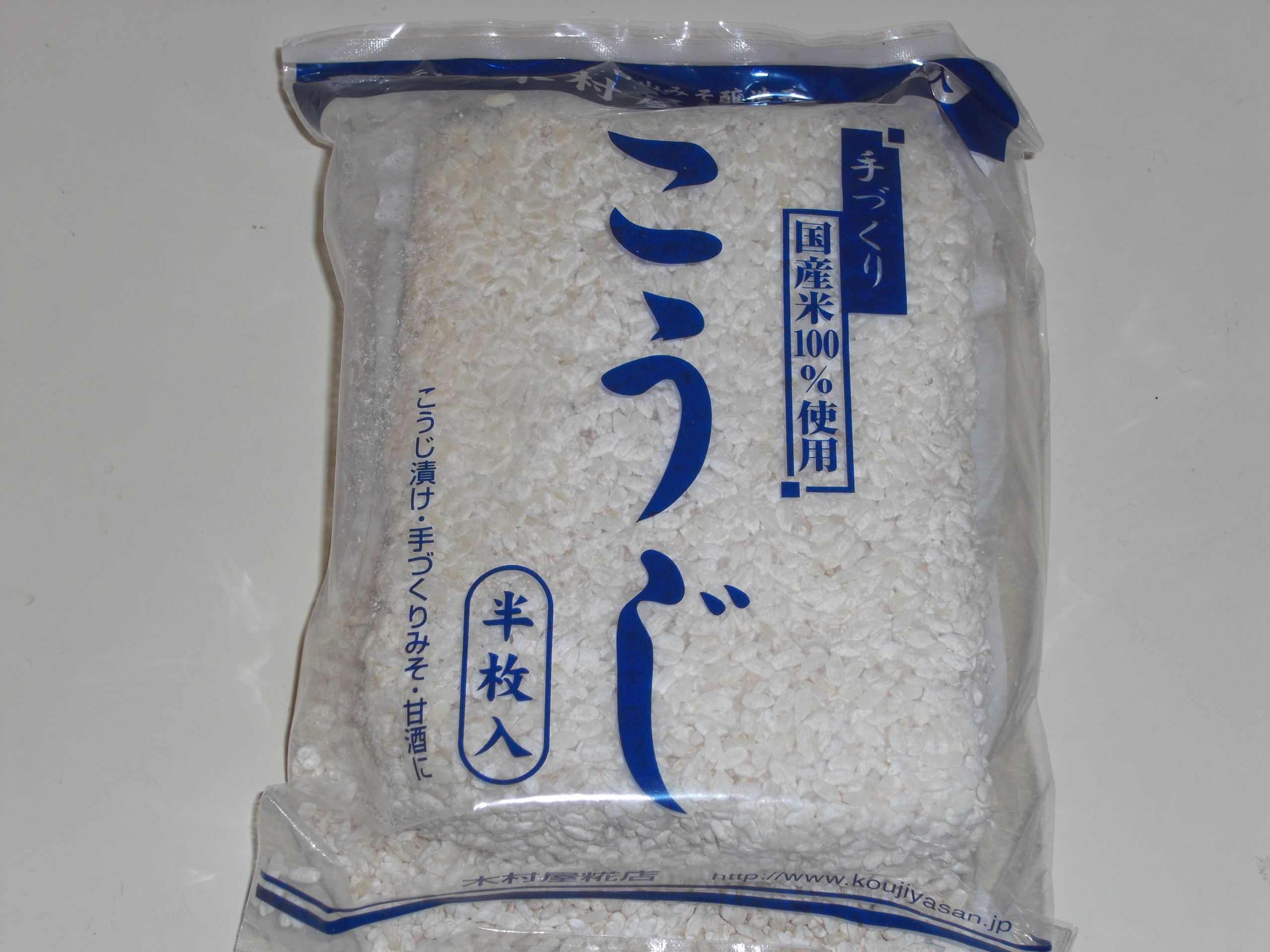
米麹

清酒に用いる米麹は、1989年（平成元年）11月22日に、国税庁告示第8号「清酒の製法品質表示基準を定める件」において、「米こうじとは、白米にこうじ菌を繁殖させたもので、白米のでんぷんを糖化させることができるものをいい、特定名称の清酒は、こうじ米の使用割合（白米の重量に対するこうじ米の重量の割合をいう。以下同じ）が、15％以上のものに限るものとする。」と定められている。

### 豆麹

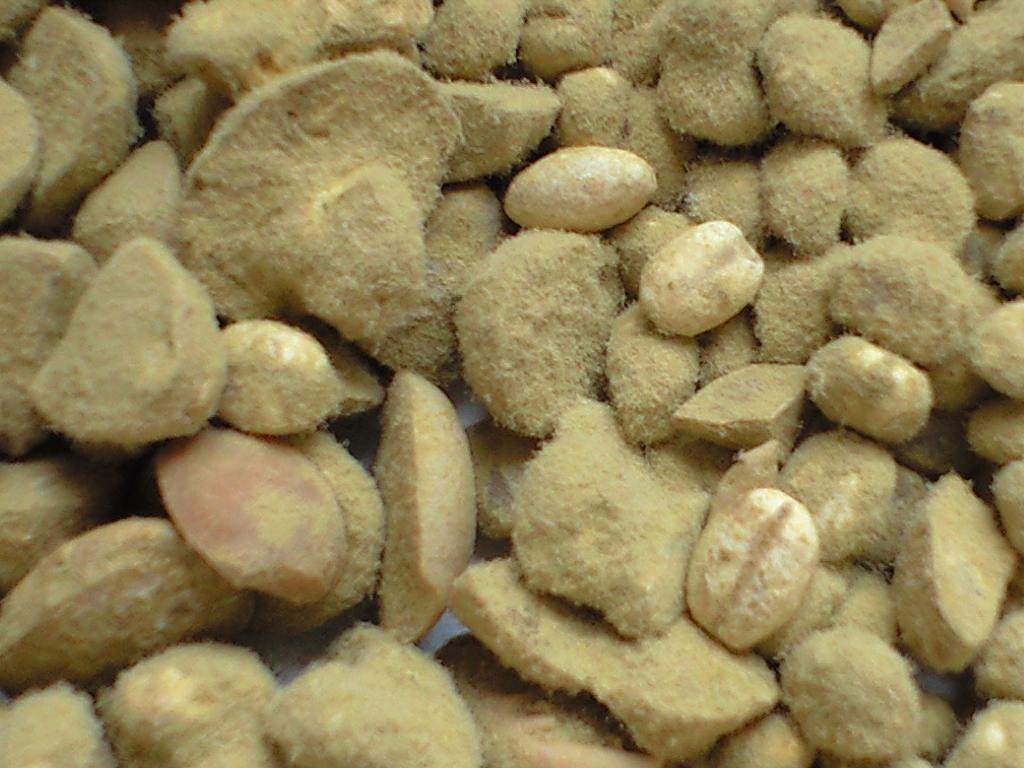
醤油醸造用の豆麹と麦麹

豆に麹菌を増殖させたもので、タンパク質が多いため旨みの多い味噌が出来上がる。大豆を使用した物は八丁味噌を代表とする豆味噌に用いられる事が多い。

### 麦麹
麦に麹菌を増殖させたものであるが、そのままの状態では麹菌が増殖しないため精白処理と蒸しを施す。日本では、麦焼酎、味噌、醤油の原料として用いられることが多い。米麹と比較し酵素活性が異なるため、麦麹に特化した醸造技術が必要である。

## 麹菌の種類

### 黄麹菌
古くから利用されており、味噌、醤油、日本酒、酢、味醂などを醸す代表的な菌種。
各醸造に適した分類では、アミラーゼ、プロテアーゼ、リパーゼの３酵素力のバランスにより決められる。
色素による分類では、純白黄麹菌、青麹菌なども存在する。そもそも黄麹菌と呼ばれる菌種は多数存在する。

### 白麹菌
河内源一郎が沖縄泡盛黒麹菌からアルビノの突然変異体として単離した菌種。九州地方の焼酎文化に貢献し、昨今の全国的、世界的な焼酎ブームは、この白麹菌によって広まった。

### 黒麹菌
黒麹( Aspergillus luchuensis )はオクラトキシンA産生能を持たない種で、一般にアワモリコウジカビで広く知られている。古くから沖縄で泡盛の醸造に用いられてきたコウジカビである。クエン酸発酵が盛んで、もろみをpH3程度の比較的強い酸性に保つことができる。したがって、発酵途中での雑菌の繁殖を防ぐ効果があり、比較的気温の高い地方でのアルコール醸造に適している。黒麹は、黄麹よりグルコアミラーゼを多量に含有しているため加熱していない生澱粉を糖化することができる。
黒麹が九州地方の焼酎生産に広まったのは、1910年頃河内源一郎が泡盛の黒麹を元に「河内黒麹菌」（学名：A. niger var. awamori）を培養し、鹿児島の焼酎業者を技術指導した事による。それまで「黄麹」を用いて生産していた鹿児島の焼酎は、黒麹を用いることで歩止まりを劇的に向上させた。ただ黒麹には、1.温度管理が難しいこと、2.その胞子が持つ黒色色素が作業場を汚すこと、という難点もある。後1924年に河内は黒麹の様々な問題を解決した「白麹」を発見する。発見当時は、黒麹による醸造が既に定着していたため劇的な置き換わりは起きなかったが、1970年 - 1980年頃には殆どの焼酎生産現場で白麹が用いられるようになっていた。その後、河内源一郎商店二代目社長が白麹菌から更なる突然変異株を発見して新種の黒麹菌培養に成功する。昨今の焼酎ブームと相成り、黒麹焼酎が増えている。

## 麹に含まれる酵素
前述の通り、麹とは米や麦、豆等に「コウジカビ」と呼ばれる一群の糸状菌を生育させたものであり、コウジカビが体外に分泌した酵素によりデンプン、タンパク質、脂肪などを非常に高い効率で低分子化することが出来る。

### アミラーゼ群
「アミラーゼ」とはデンプンを加水分解する酵素の総称である。デンプンはブドウ糖がα-1,4結合やα-1,6結合で多数重合した多糖類であるが、ヒトは多糖類に対して甘味を感じることが出来ない。また酵母は多糖類をアルコールに変換することが出来ないが、デンプンの加水分解によって生じるブドウ糖や麦芽糖をアルコールに変換することが出来る（麦芽糖は、2分子のブドウ糖がα-1,4結合した二糖類である）。
コウジカビは、α-アミラーゼ、α-グルコシダーゼ、グルコアミラーゼなど数種類のアミラーゼを菌体外に大量に分泌し、米や麦などに含まれるデンプンをブドウ糖や麦芽糖など低分子の糖に分解することが出来る。
1. α-アミラーゼ：デンプン中のα-1,4結合をランダムな位置で加水分解し、最終的には麦芽糖にまで分解することが出来る。しかしα-1,6結合は分解できない。
2. β-アミラーゼ（コウジカビは生産しない）：デンプン中のα-1,4結合を非還元末端側から麦芽糖単位で加水分解する酵素である。α-1,6結合は分解できない。
3. グルコアミラーゼ：デンプンを非還元末端側からブドウ糖単位で加水分解する酵素である。α-1,4結合、α-1,6結合を共に加水分解することが出来るが、比較的分子量の低いデンプンを基質とすることができない。
4. α-グルコシダーゼ：麦芽糖をブドウ糖に加水分解することが出来る。

### プロテアーゼ群
「プロテアーゼ」とはタンパク質を加水分解する酵素の総称である。タンパク質はアミノ酸がアミド結合で多数重合したポリペプチドである。デンプンの場合と同様、ヒトは通常ポリペプチドに対してうま味を感じることが出来ない。ポリペプチドの加水分解によって生じるアミノ酸や短いペプチドに対してうま味を感じる。

### リパーゼ群
「リパーゼ」 (lipase) は、脂質を構成するエステル結合を加水分解する酵素群である。

## 関連文献
- 包啓安「中国の製麹技術について (1)」『日本醸造協会誌』第85巻第1号、日本醸造協会、1990年、34-37頁、doi:10.6013/jbrewsocjapan1988.85.34。